# 皮卡迪利劇院
皮卡迪利劇院（piccadilly theatre）是倫敦西區的劇院之一，位於丹芒街16號。皮卡迪利劇院最早可以容納1400名觀眾，現在則可以容納1232名觀眾，劇院共有三層。目前皮卡迪利劇院正在上演的劇目是紅磨坊。皮卡迪利劇院開業於1928年。